# Kuchiba
Kuchiba (jap. 朽葉, wörtlich „verwelkte Blätter“) ist ein bräunlicher Farbton, der durch Mischung von Gardeniengelb mit Grau-Rot entsteht. Der Farbton wird bereits im Engishiki und Utsubo Monogatari aus dem 10. Jahrhundert erwähnt.

## Übersicht

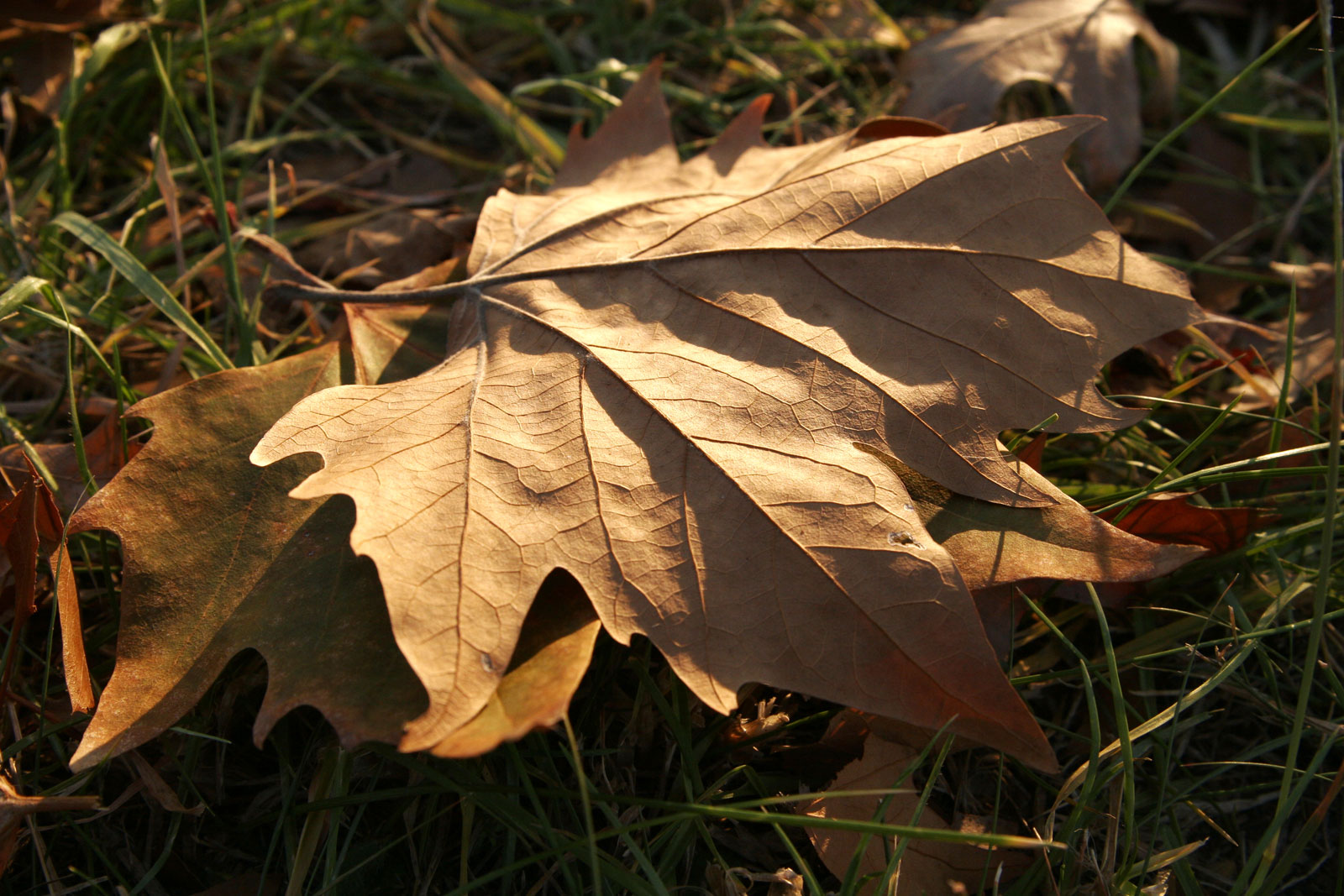
Natürliches Beispiel für den Farbton Kuchiba

Der Farbton Kuchiba war in der Heian-Zeit ein häufiger Farbton der am Hofe getragenen Kleidung, wobei die Oberseite gelblich, die Rückseite in einer mehr goldgelben bis orangefarbenen Ausprägung (山吹色, Yamabuki-iro), ähnlich dem japanischen Goldröschen, gefärbt war. Der Adel bevorzugte Farben mit hoher Sättigung, die durch Mischung mit der Grundfarbe Rot hergestellt wurden. Es ist daher auch nicht verwunderlich, dass Kuchiba häufig in der Literatur und den Benimmbüchern über die Hofetikette erwähnt wurde.
Je nach zugemischter Farbe, Gelb, Rot oder Grün, erhält man goldgelbes, rötlich bis ahornbraunes oder ginkgogrünes Kuchiba, das vor allem in der Nara-Zeit sehr beliebt war. Auf diese Weise lassen sich 48 Kuchiba-Farbtöne (朽葉四十八色) ableiten.
Die Kuchiba-Farbtöne werden ausschließlich für Kleidungsstücke verwendet, die im Herbst getragen wurden, wobei folgende Kombinationen benutzt wurden: Oberseite Kuchiba, Innenseite goldgelb; Oberseite ahornbraun, Innenseite grünlich.
Die Brauntöne (茶色, Chairo, wörtlich: „Teefarbe“) der Edo-Zeit leiten sich von dem Farbton Kuchiba ab.